# 미츠이시 켄
미쓰이시 겐(光石 研, 1961년 9월 26일 ~)는 일본의 배우이다. 후쿠오카현 기타규슈 시 출신이며, 소속사는 돈규 클럽이다.
고등학교 재학 중이던 16세에, 영화 《하카탓코 순정》으로 데뷔했다.

## 출연

### 드라마
NHK
- 대하드라마
  - 1982년 《고개의 군상》 - 카츠타 타케타카 역
  - 1990년 《나는 듯이》 - 츠치모치 마사테루 역
  - 2003년 《무사시 MUSASHI》 - 요시오카 텐시치로 역
  - 2004년 《신센구미!》 - 이토 군베에 역
  - 2005년 《요시츠네》 - 미나모토노 나카츠나 역
  - 2007년 《풍림화산》- 야마모토 사다히사 역
  - 2017년 《여자 성주 나오토라》- 아케치 미츠히데 역
- 연속 TV 소설
  - 1983년 《오싱》 - 사다츠구 역
  - 1983년 《하네콘마》
  - 1996년 《해바라기》 - 아베 준이치 역
  - 2008년 《히토미》 - 키타가와 유키오 역
  - 2010년 《게게게의 여보》 - 다나카 마사시 역
  - 2017년 《병아리》 - 후쿠다 고로 역
- 2007년 《하게타카》
- 2008년 《나나세 다시 한 번》
- 2014년 《종이 달》

NHK BS
- 2016년 《기적의 인간》

NTV
- 1997년 《소년탐정 김전일》
- 2003년 《수박》
- 2007년 《식탐정》
- 2008년 《1파운드의 복음》
- 2009년 《제니게바》
- 2010년 《Q10》
- 2011년 《요괴인간 벰》
- 2013년 《울지마, 하라 짱》
- 2013년 《도쿄 밴드왜건~도시 대가족 이야기》
- 2015년 《명량 개구리 뽕키치》

TBS
- 1999년 《케이조쿠》
- 2003년 《너는 펫》
- 2003년 《막내장남 누나셋》
- 2006년 《윤무곡》
- 2009년 《미스터 브레인》
- 2009년 《심야식당》
- 2011년 《요괴인간 벰》
- 2011년 《심야식당 2》
- 2012년 《검은 여교사》
- 2013년 《잠입탐정 토카게》
- 2013년 《변신 인터뷰어의 우울》
- 2015년 《우로보로스 ~이 사랑이야말로, 정의》
- 2016년 《악당들은 천리를 달린다》

후지 TV
- 1998년 《춤추는 대수사선》
- 2001년 《HERO》
- 2004년 ~ 2006년 《닥터 고토 진료소》
- 2007년 《비밀의 화원》
- 2009년 《BOSS》
- 2010년 《유성》
- 2011년 《아름다운 이웃》
- 2012년 《헝그리》
- 2015년 《사이렌 형사 X 그녀 X 완전 악녀》

TV 아사히
- 2006년 ~ 2007년 《시효경찰》
- 2011년 《지우 경시청 특수범 수사계》
- 2012년 《13세의 헬로위크》
- 2015년 《아임 홈》
- 2016년 《불쾌한 과실》

WOWWOW
- 2013년 《레이디 조커》
- 2013년 《빵과 스프, 고양이와 함께 하기 좋은 날》
- 2015년 《신가리 ~야마이치 증권 최후의 성전~》
- 2015년 《스케이프고트》
- 2016년 《콜드케이스 ~진실의 문~》
- 2019년 《그리고, 살아간다》

KTV
- 2016년 《ON 이상범죄수사관 토도 히나코》

TNC
- 2013년 《명량젓 매콤》

### 영화

#### 초기
- 1978년 《하타캇코 순정》 데뷔작, 주연
- 1981년 《세라복과 기관총》

#### 1990년대
- 1993년 《쏘아올린 불꽃, 밑에서 볼까? 옆에서 볼까?》
- 1995년 《러브 레터》 - 아베카스 역
- 1996년 《스왈로우테일 버터플라이》
- 1998년 《4월 이야기》
- 1999년 《오디션》 - 영화감독 역

#### 2000년대
- 2000년 《화이트 아웃》
- 2000년 《호타루》
- 2001년 《에코에코 아자락》
- 2002년 《케이티》
- 2002년 《2009 로스트 메모리즈》
- 2004년 《레이디 조커》
- 2005년 《박치기!》
- 2005년 《망국의 이지스》
- 2005년 《노리코의 식탁》
- 2007년 《그래도 내가 하지 않았어》 - 사다 미츠루 역
- 2007년 《마쓰가네 난사 사건》
- 2007년 《도쿄 타워》
- 2007년 《안경》
- 2007년 《새드 베케이션》
- 2008년 《나오코》
- 2008년 《사신의 정도》
- 2008년 《다이브!》
- 2008년 《도쿄!》
- 2008년 《20세기 소년 시리즈》
- 2008년 《플라잉 래빗》
- 2009년 《감염열도》
- 2009년 《가슴 배구단》
- 2009년 《울지 않아》

#### 2010년대
- 2010년 《악인》
- 2010년 《13인의 자객》 - 아사카와 역
- 2011년 《매일 엄마》 - 큰 오빠 역
- 2011년 《도쿄 오아시스》
- 2011년 《산》 - 이치로 역
- 2011년 《로크: 멍멍이의 섬》
- 2011년 《도쿄플레이보이클럽》 - 세이키치 역
- 2011년 《논두렁 댄디》 - 미야타 준이치 역
- 2011년 《셔플》
- 2011년 《카이지 2 - 인생탈환게임》 - 이시다 코지 역
- 2012년 《두더지》 - 유이치 부 역
- 2012년 《해피 해피 브레드》 - 스헤이사 부 역
- 2012년 《고양이를 빌려드립니다》 - 요시다 역
- 2012년 《아웃레이지 비욘드》
- 2013년 《시작의 길》
- 2013년 《도모구이》 - 투마의 부친 역
- 2013년 《포르마》 - 카네시로 토시타카 역
- 2014년 《독수리 5형제》
- 2014년 《뇌남》
- 2014년 《블랙키스》
- 2014년 《사채꾼 우시지마 극장판 파트2》
- 2015년 《우드잡》 - 나카무라 세이치 역
- 2015년 《조커 게임》
- 2015년 《천공의 벌》
- 2015년 《산의 톰씨》
- 2015년 《심야식당》
- 2016년 《나츠미의 반딧불》 - 나카지마 시게오미 역
- 2016년 《모리야마 중학교 교습소》 - 나카지마 시게오미 역
- 2016년 《14의 밤》
- 2016년 《골든 오케스트라!》
- 2017년 《산책하는 침략자》 - 스즈키 역
- 2017년 《호박과 마요네즈》 - 야스하라 역
- 2017년 《그녀의 인생은 잘못이 없어》 - 오사무 역
- 2017년 《불량가족, 행복의 맛》 - 하루노 세이지 역
- 2017년 《악과 가면의 룰》
- 2017년 《아웃레이지 파이널》 - 고미 역
- 2018년 《모리의 정원》 - 아사히나 역
- 2019년 《페이블》 - 하마다 역

#### 2020년대
- 2020년 《푸르고 아프고 여린》 - 오하시 역
- 2020년 《유코의 평형추》
- 2022년 《이윽고 바다에 닿다》 - 나라하라 역
- 2023년 《크레이지 크루즈》
- 2023년 《파문》 - 스도 오사무 역
- 2024년 《새벽의 모든》 - 쿠라타 카즈오 역